# Saint-Pierre-la-Cour
Saint-Pierre-la-Cour é uma comuna francesa na região administrativa da Pays de la Loire, no departamento de Mayenne. Estende-se por uma área de 15,69 km². Em 2010 a comuna tinha 2 257 habitantes (densidade: 143,8 hab./km²).